# دريجة صخرية
دريجة صخرية (الاسم العلمي: Calidris ptilocnemis) (بالإنجليزية: Rock Sandpiper)‏ هو نوع من الطيور يتبع جنس الدريجة من فصيلة دجاج الارض.